# Mededeelingen van de Nederlandsche Vereeniging van Vrouwen met Academische opleiding
Mededeelingen van de Nederlandsche Vereeniging van Vrouwen met Academische opleiding was een verenigingsblad dat tussen 1927 en 1946 verscheen in Nederland. Het kwam doorgaans vier keer per jaar uit, maar tussen 1933 en 1939 werd het blad drie keer per jaar uitgegeven.
In 1913 organiseerde een groep afgestudeerde vrouwen de tentoonstelling De Vrouw 1813-1913. Na afloop van de tentoonstelling hielden de vrouwen contact en besloten zij op 12 mei 1918 tot de oprichting van de Vereniging van Gestudeerde Vrouwen. Vanaf 1927 gaf de vereniging ook het tijdschrift uit, waarin onder andere de ledenlijst van de vereniging en berichten over het Internationaal Archief voor de Vrouwenbeweging werden gepubliceerd.
In 1947 ging het tijdschrift verder onder de naam Mededelingen van de Nederlandse Vereniging van Vrouwen met Academische Opleiding. Tussen 1975 en 2001 verscheen het blad als Mededelingen VVAO. Vanaf 2002 wordt het uitgegeven onder de naam Nieuwsbrief VVAO.